# Мечеть исламской солидарности
Мечеть исламской солидарности (араб. جامع التضامن الإسلامى‎ сомал. Masaajidka Isbaheysiga) — мечеть в городе Могадишо в Сомали.

## История
Мечеть исламской солидарности была построена в 1987 году при финансовой поддержке саудовского фонда Фахд ибн Абдул-Азиза Аль Сауда. Это главная мечеть в столице Сомали и культовое здание сомалийских мусульман.
После начала гражданской войны в начале 90-х годов XX века мечеть была закрыта. В 2006 году она была вновь открыта Союзом исламских судов, который начал привлекать средства сомалийских бизнесменов для ремонта частей здания.
В 2012—2013 годах мечеть была отреставрирована сомалийским подрядчиком «Старсом», при финансовой поддержке турецкой неправительственной некоммерческой организации «Turkiye Diyanet Foundation».
В 2015 году федеральное правительство Сомали завершило реконструкцию инфраструктуры мечети.

## Описание
Мечеть исламской солидарности — самая большая мечеть на Африканском Роге. В мечети можно разместить до 10 000 верующих. Мечеть находится на побережье Индийского океана.